# مارک لوپز
مارک لوپز (به انگلیسی: Mark López) تکواندوکار کشور آمریکا است. او برادر کوچک استیون لوپز قهرمان المپیک است